# 따머도

따머도(버마어: တပ်မတော်, MLCTS: tap ma. taw, IPA: [taʔmədɔ̀])는 미얀마의 군대이다. 미얀마 국방부에 의해 관리되며 육군, 해군, 공군으로 구성된다. 보조를 하는 곳으로는 미얀마 경찰과 미얀마 민병대가 있다.

## 설명
따머도는 미얀마(구 버마)의 군대이다. 국방부가 관리하며 미얀마 육군, 미얀마 해군, 미얀마 공군으로 구성된다. 보조 서비스에는 미얀마 경찰, 국경 수비대, 미얀마 해안 경비대 및 인민 민병대가 포함된다. 1948년 독립 이후 따머도족은 특히 친(Chin), 카친(Kachin), 카인(Kayin), 카야(Kayah), 샨(Shan) 주에서 심각한 민족 반란에 직면해 있다. 네 윈(Ne Win) 장군은 1962년 쿠데타로 국가를 장악하여 버마식 사회주의로 불리는 자급자족 사회를 건설하려 했다. 1988년 전국적인 시위를 폭력적으로 진압한 이후 군부는 1990년 자유선거에 동의했지만 민족민주주의연맹(National League for Democracy)의 승리를 무시하고 그 지도자인 아웅산 수지 여사(Aung San Suu Kyi)를 투옥했다. 1990년대에는 따머도 군대에 대한 RSO의 공격으로 인해 라카인 주에서 불교도와 로힝야 무슬림 간의 갈등이 고조되었으며, 이로 인해 로힝야 소수민족은 당시 민주적으로 선출된 대통령 아웅산 수치(Aung San Suu Kyi)의 통치 하에서 탄압과 대량 학살에 직면하게 되었다.
2008년 따머도는 미얀마 헌법을 다시 작성하여 대부분의 반대 단체가 보이콧한 2010년 선거에서 친정부 연합단결개발당(USDP)을 창설했다. 다음 5년 동안의 정치 개혁은 2015년 선거에서 NLD의 대승으로 정점에 이르렀다. USDP가 2020년 또 다른 선거에서 패배한 후 따머도는 선거를 무효화하고 민간 정부를 해임했다. 따머도족은 국제기구로부터 인권 침해와 반인도적 범죄로 널리 비난받아 왔다. 여기에는 인종 청소, 정치적 탄압, 고문, 성폭행, 전쟁 범죄, 초법적 처벌(즉결 처형 포함), 평화로운 정치 시위에 연루된 민간인 학살 등이 포함된다. 따머도는 오랫동안 한 주 내의 한 주로 운영되어 왔다.
미얀마 헌법에 따르면 따머도는 국방군 총사령관이 이끈다. 따머도의 일부 활동에는 미얀마의 안보 및 국방 업무를 담당하는 11명으로 구성된 국가 안보 이사회인 국방 및 안보 이사회의 승인이 필요하다. 미얀마 대통령은 따머도에 대한 지휘권은 없지만 군사 행동을 승인하기 위해 NDSC와 협력할 수 있다.

### 2000년

The Tatmadaw command structure as of 2000.

## 같이 보기
- 아웅 산